# Björn Kindlund
Björn Åke Kindlund (* 5. Januar 1962 in Stockholm) ist ein ehemaliger schwedischer Fußballspieler. Der Abwehrspieler, der mit AIK jeweils einmal den schwedischen Meistertitel und Landespokal gewann, kam zu einem Länderspieleinsatz für die schwedische Nationalmannschaft.

## Werdegang
Als Jugendlicher betätigte sich Kindlund neben Fußball auch als Schwimmer. Damit physisch robust durchlief er die Nachwuchsmannschaften des IF Brommapojkarna und von IK Bele. 1978 wechselte er in den Jugendbereich des AIK, bei dem er 1980 als 18-Jähriger anlässlich eines Vorbereitungsspieles gegen HJK Helsinki in der Männermannschaft debütierte. Bis zu seinem Debüt in der Allsvenskan dauerte es jedoch bis zum Mai 1981. Bei der 0:5-Niederlage gegen Östers IF spielte er an der Seite von Göran Göransson, Sven Dahlkvist und Anders Åslund im linken Mittelfeld. 
In der Spielzeit 1982 kam Kindlund verletzungsbedingt nicht zum Einsatz, da er unter Morbus Osgood-Schlatter litt. Anfang 1983 kehrte er jedoch auf den Fußballplatz zurück und spielte sich in die Mannschaft. Konnte er anfangs nicht im Mittelfeld überzeugen, setzte er sich nach einem Positionswechsel – er beerbte Jyrki Nieminen auf der Verteidigerposition – als Stammspieler fest. In der Liga erreichte er mit der Mannschaft um Ove Rübsamen, Thomas Bergman, Lars Zetterlund und Bernt Ljung den ersten Tabellenplatz, in der Meisterschaftsendrunde scheiterte sie jedoch im Halbfinale am IFK Göteborg. Im folgenden Jahr als Tabellenzweiter bereits im Viertelfinale der Endrunde aufgrund der Auswärtstorregel an IFK Norrköping gescheitert, zog AIK im Sommer 1985 ins Endspiel um den Landespokal ein. Gegen Östers IF glich Thomas Andersson in der Nachspielzeit die Führung durch Teitur Þórðarson aus, im anschließenden Elfmeterschießen, in dem auch Kindlund seinen Elfmeter verwandelte, setzte er sich mit seiner Mannschaft durch. 
Hatte AIK nach dem Pokaltriumph als Tabellenfünfter die Meisterschaftsendrunde verpasst, zog Kindlunds Klub am Ende der Spielzeit 1986 bis ins Finale ein. Dort setzte sich jedoch die mit Spielern wie Martin Dahlin, Jonas Thern, Lasse Larsson und Ingemar Erlandsson gespickte Mannschaft von Malmö FF durch. In der Folge konnte AIK nicht an die Erfolge anknüpfen und rutschte in den Abstiegskampf ab. Unter den Trainern Nils Andersson und Sanny Åslund kam der Verein nicht über den achten Tabellenplatz hinaus. Dennoch hatte er sich für die Nationalmannschaft empfohlen und kam anlässlich eines Vier-Nationen-Turniers am 15. Januar 1988 zu seinem einzigen Einsatz im schwedischen Nationaljersey, als die finnische Landesauswahl mit einem 1:0-Erfolg besiegt wurde. Mittlerweile zum Mannschaftskapitän aufgestiegen führte er vier Jahre später die von Tommy Söderberg betreute Mannschaft um Wadym Jewtuschenko, Dick Lidman, Krister Nordin, Pascal Simpson und Peter Larsson zum Gewinn des Von-Rosens-Pokals für den schwedischen Meister, als in der Endrunde der Spielzeit 1992 IFK Norrköping, Östers IF und Trelleborgs FF überflügelt wurden. Aufgrund von Verletzungsproblemen beendete er am Ende der folgenden Spielzeit jedoch seine Erstligakarriere und ließ zwischen 1994 und 1996 seine Laufbahn beim FK Vigör ausklingen. 1997 betreute er Arlanda FF als Spielertrainer.
War Kindlund während seiner aktiven Laufbahn hauptberuflich als Feuerwehrmann tätig gewesen, machte er sich 1994 als Leiter eines Wettbüros selbständig. 2006 wurde er Sportchef des Sunnersta AIF aus Uppsala.